# Tesla (enota)
Tesla [têsla] (oznaka T) je izpeljana enota mednarodnega sistema enot za gostoto magnetnega polja. Magnetno polje ima gostoto 1 T, če na električni vodnik dolžine 1 m, po katerem teče električni tok 1 A, postavljenem v homogeno magnetno polje tako, da je smer vodnika pravokotna na smer polja, deluje magnetna sila 1 N.
1 T = 1 V · s · m  -2  = 1 kg · s  -2  · A  -1  = 1 N · A  -1  m  -1  = 1 Wb · m  -2 
Z imenom enote so počastili v ZDA delujočega srbskega inženirja in izumitelja Nikolo Teslo (1856-1943), ki je pomembno prispeval k raziskavam elektrike in magnetizma.
Starejša enota za gostoto magnetnega polja je 10.000-krat manjša enota gauss.

## Zgledi
- nedavno je Nasina vesoljska sonda Voyager 1 v magnetnem polju zunanjega dela heliosfere okrog našega Osončja odkrila luknjo z gostoto 0,01 nT (10-11 T),
- v vesoljskem prostoru je gostota magnetnega polja med 0,1 in 10 nT (10-10 T in 10-8 T),
- v Zemeljskem magnetnem polju na zemljepisni širini 50° je 2 · 10-5 T, na ekvatorju pri širini 0° je 3,1×10−5 T,
- v magnetnem polju velikega podkvastega magneta 0,001 T,
- v Sončevi pegi 0,15 T,
- veliki magnet zvočnika bo imel gostoto 1 T,
- v medicinskem slikanju z magnetno resonanco do 7 T, eksperimentalno do 20 T,
- najmočnejše stalno magnetno polje ustvarjeno v laboratoriju, (Nacionalni laboratorij za močna magnetna polja Državne univerze Floride, Tallahassee, Florida, ZDA, september 2003) 45 T. V sunkih, ki trajajo nekaj milisekund je možno ustvariti še precej močnejša polja,
- na nevtronski zvezdi 106 T do 108 T,
- na magnetarju, 108 do 1011 T,
- najmočnejše teoretično možno polje za nevtronsko zvezdo in zaradi tega za katerikoli znani pojav 10 TT (1013 T).

V geofiziki uporabljajo enoto 1 γ = 10  -9  T.